# باربارا دالیبرد
باربارا دالیبارد متولد 23 مه 1958در Suresnes رهبر تجاری فرانسوی است. باربارا به مدت 25 سال کار خود را به حوزه فناوری اطلاعات و ارتباطات در فرانسه و بین المللی اختصاص داد. و از ژوئیه 2016 تا دسامبر 2021 سمت مدیر اجرایی (CEO) SITA را بر عهده داشت. باربارا عضو آکادمی فناوری است.

## مراجع
1. ↑  «femmes et entreprises Barbara Dalibard aux commandes des TGV» (به فرانسوی). La Croix. ۲۰۱۳-۰۲-۲۵. شاپا 0242-6056. دریافت‌شده در ۲۰۲۵-۰۲-۲۷.